# Réunion disjointe
En mathématiques, la réunion disjointe est une opération ensembliste. Contrairement à l'union usuelle, le cardinal d'une union disjointe d'ensembles est toujours égal à la somme de leurs cardinaux. L'union disjointe d'une famille d'ensembles correspond à leur somme en théorie des catégories, c'est pourquoi on l'appelle aussi somme disjointe. C’est une opération fréquente en topologie et en informatique théorique.

## Union disjointe de deux ensembles
Dans une réunion A∪B de deux ensembles, l'origine des éléments y figurant est perdue et les éléments de l'intersection ne sont comptés qu'une seule fois. Dans certaines situations, on désire conserver cette information et prendre en compte deux fois les éléments de l'intersection. Pour cela, on réunit non pas directement A et B, mais deux ensembles disjoints, copies de A et B de la forme  { α } × A  et  { β } × B , où α et β sont deux symboles quelconques distincts servant à identifier les ensembles A et B (par exemple 0 et 1) et × désigne le produit cartésien.
L'union disjointe, encore appelée « somme disjointe » ou « somme cartésienne », de deux ensembles A et B est ainsi définie par :
Exemples
- Soient A la paire {1, 2} et B l'ensemble à trois éléments {2, 3, 4}. Leur réunion (ordinaire) n'a que quatre éléments car ces deux ensembles ne sont pas disjoints. Pour construire leur union disjointe, on commence par les « numéroter » par deux « indices » distincts arbitraires a et b : on pose I = {a, b}, Ea = A et Eb = B. Puis on prend la réunion de deux « copies » de A et B qui, elles, sont disjointes : {a}×A et {b}×B. La réunion disjointe de (Ei)i∈I est la partie{\displaystyle (\{a\}\times \{1,2\})\cup (\{b\}\times \{2,3,4\})=\{(a,1),(a,2),(b,2),(b,3),(b,4)\}}de {a, b}×{1, 2, 3, 4}. Elle a 2 + 3 = 5 éléments.
- De même, l'union disjointe de la paire {1, 2} avec elle-même est (en choisissant arbitrairement deux indices distincts, par exemple cette fois : 0 et 1) :{\displaystyle \{1,2\}\sqcup \{1,2\}=\{(0,1),(0,2),(1,1),(1,2)\}.}

## Union disjointe d'une famille finie ou dénombrable d'ensembles
La somme disjointe peut se généraliser à plus de deux ensembles. Par exemple, pour trois ensembles quelconques A, B et C:
On peut définir plus généralement la somme disjointe de n ensembles {\displaystyle E_{0},E_{1},\cdots E_{n-1}} quelconques :
On peut également généraliser cette notion à des ensembles quelconques (non nécessairement finis) d'indices, et former par exemple des unions disjointes dénombrables.
Exemple
{\displaystyle \bigsqcup _{n\in \mathbb {N} }\left[n,+\infty \right[=\{(n,x)\in \mathbb {N} \times \mathbb {R} \mid x\geq n\}.}

## Union disjointe d'une famille quelconque d'ensembles
Pour toute famille (Ei)i∈I d'ensembles, les ensembles produits {i}×Ei (i parcourant l'ensemble I des indices de la famille) sont disjoints deux à deux. La réunion disjointe ∐i∈I Ei des Ei est, par définition, la réunion (ordinaire) de ces ensembles disjoints. Formellement :
Il s'agit bien d'un ensemble car, vue sa définition, ∐i∈I Ei peut se décrire en compréhension comme une partie de I×E, le produit cartésien de I  par la réunion (ordinaire) E des Ei.
La définition de la somme disjointe souffre d'un arbitraire inessentiel. On peut définir la somme disjointe comme étant la réunion {\displaystyle \bigcup _{i\in I}(E_{i}\times \{i\})} ou bien {\displaystyle \bigcup _{i\in I}(\{i\}\times E_{i})}. Ces deux possibilités correspondent respectivement à un marquage « à droite » ou « à gauche » des éléments de la réunion ordinaire E, selon l'indice associé à l'ensemble dont ils proviennent. Dans les deux cas, il existe une surjection de la somme disjointe sur la réunion, qui est une bijection si les ensembles de la famille (Ei)i∈I sont disjoints deux à deux.
On peut remarquer que la somme disjointe de deux ensembles vérifie la propriété fondamentale des couples. De plus, contrairement aux couples de Kuratowski, cette notion, qui n'utilise que des opérations ensemblistes élémentaires, peut s'appliquer aux classes propres. C'est pourquoi les sommes disjointes sont parfois appelées couples généralisés, et utilisées ainsi en théorie des classes.

## Réunion disjointe d'espaces topologiques
Dans la définition ci-dessus, si chaque Ei est un espace topologique, on dispose d'une topologie naturelle sur ∐i∈I Ei, dont les ouverts sont les réunions disjointes ∐i∈I Ui où chaque Ui est un ouvert de Ei.
Cette construction, appelée somme topologique, joue le rôle de somme dans la catégorie des espaces topologiques. Alliée avec l'espace quotient, elle permet de construire de nombreux espaces, notamment les variétés topologiques et les complexes cellulaires ou simpliciaux.